# Cesareia Marítima
Cesareia Marítima (em grego: παράλιος Καισάρεια; em latim: Caesarea Maritima), também chamada Cesareia Palestina, é uma antiga cidade e porto marítimo, construída por Herodes, o Grande cerca de 25 a 13 a.C. Situa-se na costa mediterrânica de Israel, a cerca de meio caminho entre Tel Aviv e Haifa, num local anteriormente chamado Pirgo Estratono (Pyrgos Stratonos; "Strato" ou "Torre de Straton", em latim Turris Stratonis). Cesareia Marítima não deve ser confundida com outras cidades que receberam o mesmo nome em honra de César, como Cesareia de Filipe, também em Israel, ou Cesareia Mázaca na Capadócia anatólia. Tinha uma população estimada em 125 000 habitantes, que viviam em uma área urbana de 370 hectares.
O historiador judeu Flávio Josefo é a principal fonte de informações sobre a construção e a história inicial da cidade, sendo esta descrita detalhadamente na obra Antiguidades Judaicas (XV.331ff; Guerra judia I.408ff), já que o massacre de judeus ocorrido naquele lugar foi o ponto de partida para a Grande Revolta Judaica.
Herodes não descuidou de sua nova cidade: seu palácio em Cesareia foi construído num promontório ao lado do mar, com uma piscina decorativa rodeada de estoas. Um aqueduto supria Cesareia de água potável, e um sistema de drenagem por baixo da cidade levava o esgoto para o mar. A vida civil da nova cidade começou no  ano 13 a.C., quando Cesareia foi transformada na capital civil e militar da Judeia, e a residência oficial dos procuradores e governadores romanos. Os restos de todos os principais edifícios construídos por Herodes existiram até o final do século XIX. Os restos do povoado medieval também  podem ser vistos, os quais são os muros (um décimo da área da cidade romana), o castelo e o sítio da catedral cruzada.
Em 2015 mergulhadores descobriram milhares de moedas de ouro naufragadas, mudando bastante a concepção que os pesquisadores tinham a respeito do período em torno do ano 1000 EC na região, provando-se economicamente mais ativa do que se pensava antes.
Esta cidade que já foi a capital portuária de Israel no período romano, hoje além de ter uma parque nacional de arqueologia, engloba uma cidade moderna e próspera na região litorânea de Israel. A Cesareia moderna é uma das cidades com maior poder aquisitivo no Estado moderno de Israel.
Na cidade, além do parque arqueológico, podem ser encontrados um aqueduto romano, museus, galerias de arte, clubes e hotéis modernos e perto fica um campo de golfe.
Em 1961, no teatro de Cesareia, foi encontrada uma pedra, conhecida como "Pedra de Pilatos", com uma inscrição em latim incluindo o nome de Pôncio Pilatos. O prefeito da Judeia, Pôncio Pilatos, erigiu o Tiberium em honra de Tibério.
- Texto atual na terceira linha da inscrição:

Hoje Cesareia Marítima é um dos pontos turísticos mais visitados em Israel. Um ditado popular que já vem dos tempos da fundação da cidade afirma que "Quando Cesareia é grande, Jerusalém é pequena. Quando Cesareia é pequena, Jerusalém é grande", o que de fato corresponde à alternância da demografia das duas cidades causadas pelas sucessivas alterações na localização do poder romano em Israel.

## Ver também

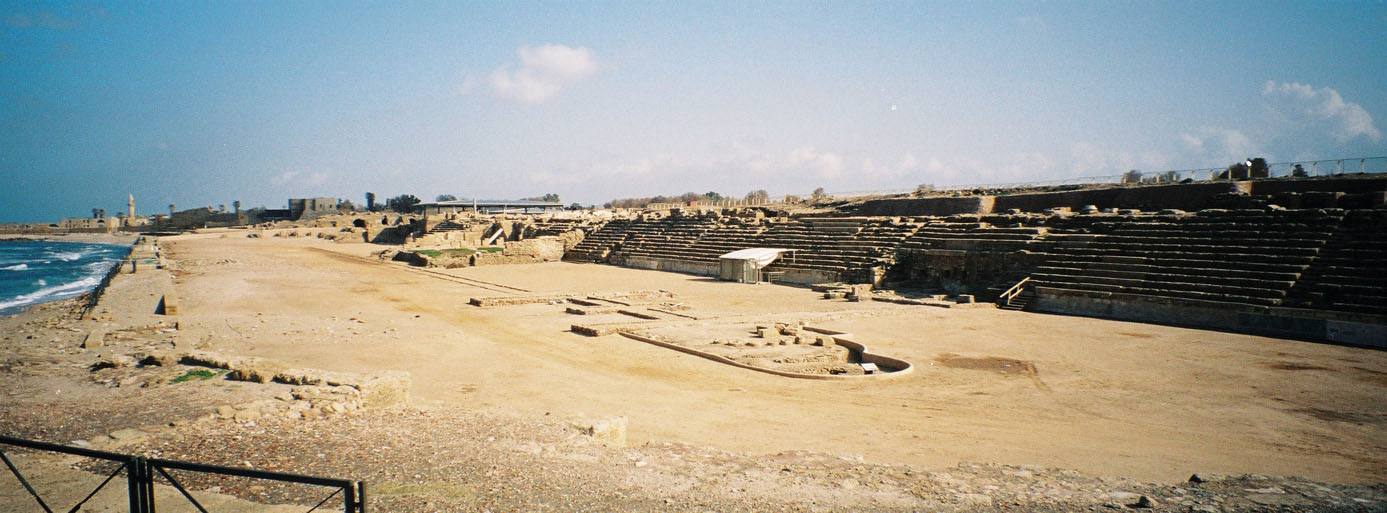
Circo romano de Cesareia Marítima